# Butin, Timiș
Butin (în slovacă Butin, în maghiară Temesbökeny) este un sat ce aparține orașului Gătaia din județul Timiș, Banat, România.

## Istorie

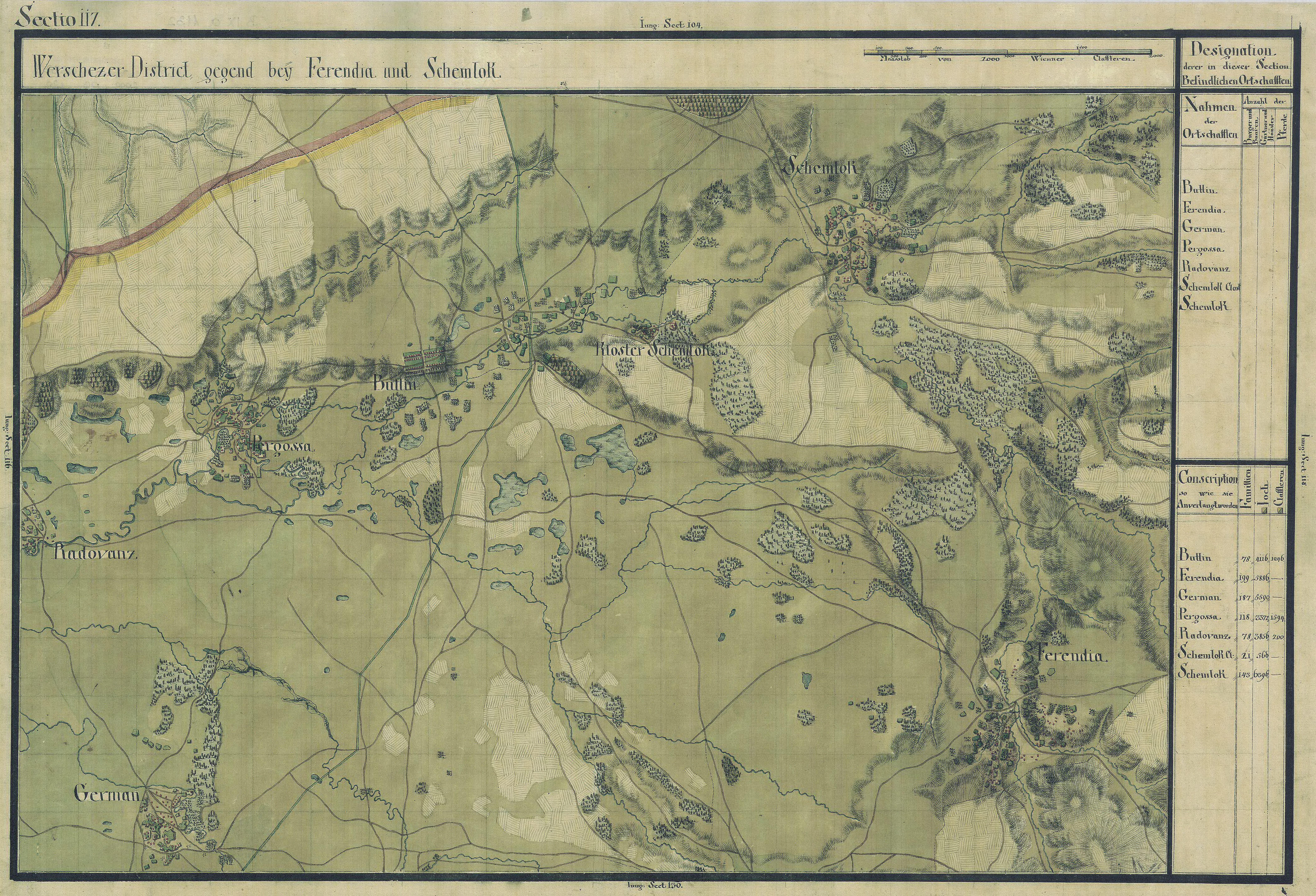
Butin în Harta Iosefină a Banatului, 1769-72

Prima atestare documentară datează din 1337. Localitatea se numea probabil la început Buitoni, adică locuită de urmașii lui Buitu. Butinul era foarte vechi la anul atestării sale documentare. El apare cu numele de Buitoni înainte de colonizarea sârbilor în Banat. Doar ulterior, după venirea acestora și „sârbizarea” unor nume de localități, a devenit Butin. Nu peste multă vreme, sârbii au părăsit satul și au mai rămas doar românii. În perioada otomană apare în districtul Bocșa, cu numele Butyin. Într-un defter otoman din 1554, este consemnat cu 7 case.
Butinul apare și în conscripția din 1717 în evidențele camerale, cu 23 de case, se numea Budschin și aparținea districtului Vârșeț. Harta Contelui Mercy o notează cu numele de Puthin. La începutul secolului XIX aici au fost colonizați slovaci. În perioada interbelică s-a mai numit și Buteni.

## Populația
Butinul este singurul sat bănățean cu o majoritate slovacă. La recensământul din 2002, 80% din locuitori erau slovaci. Acest procent mare se datorează conservatorismului comunității slovace și în consecință a emigrării populației de români în Gătaia.